# Društvo slovenskih pisateljev
Društvo slovenskih pisateljev je neprofitno stanovsko združenje slovenskih književnikov s sedežem v Ljubljani.
Društvo je bilo ustanovljeno 21. aprila 1872 v Ljubljani. Pobudnik in prvi predsednik je bil Davorin Trstenjak. Tekom zgodovine se je društvo večkrat preimenovalo (Društvo slovenskih leposlovcev 1920, Društvo slovenskih književnikov, sedanje ime ima od leta 1968) ter doživljalo obdobja neaktivnosti. Od leta 1945 je društvo delovalo v okviru Zveze književnikov Jugoslavije, iz katerega je z uradnim aktom izstopilo februarja 1990. V društvu se samostojno in prostovoljno povezujejo slovenski pisatelji, ter tako uresničujejo svoje skupne družbene in kulturne interese. Dejavnost društva se že skoraj 150 let zavzema za ustvarjalno svobodo in čim boljši položaj slovenske mladinske književnosti. V svojo dejavnost vključuje ustvarjalce s celotnega slovenskega prostora. Sodeluje pri sprejemanju predpisov, ki urejajo avtorske moralne, socialne pravice, organizira književne nastope, ter kulturna srečanja, simpozije.
Društvo podeljuje tudi literarno nagrado desetnica za mladinsko in otroško literaturo z namenom uveljavitve tovrstnega leposlovja znotraj društva, kakor tudi v širši javnosti.
Od leta 1998 je del Evropskega pisateljskega kongresa.

## Predsedniki društva
1. Davorin Trstenjak
2. Rajko Perušek
3. Anton Funtek
4. Alojz Gradnik
5. Oton Župančič
6. France Koblar
7. Miško Kranjec (3 mandati: 1945-48, 1948/9-51 in 1972-75)
8. France Bevk (2 mandata)
9. Ivan Potrč (2 mandata)
10. Mile Klopčič
11. Beno Zupančič
12. Matej Bor
13. Anton Ingolič
14. Mira Mihelič
15. Janez Menart
16. Ciril Kosmač
17. Tone Pavček
18. Tone Partljič
19. Rudi Šeligo
20. Dane Zajc
21. Evald Flisar (3 mandati)
22. Tone Peršak
23. Vlado Žabot
24. Slavko Pregl
25. Milan Jesih
26. Veno Taufer
27. Ivo Svetina
28. Aksinja Kermauner
29. Dušan Merc
30. Marij Čuk